# XO-3b
XO-3b (بالإنجليزية: XO-3b)‏ الذي يرمز له بالرمز XO-3b، هو كوكب خارج المجموعة الشمسية، في كوكبة الزرافة، يتبع XO-3 ‏.

## الاكتشاف
اكتشف في 30 مايو 2007.